# 26659 Skirda
26659 Skirda este un asteroid din centura principală de asteroizi.

## Descriere
26659 Skirda este un asteroid din centura principală de asteroizi. A fost descoperit pe 1 noiembrie 2000 la Socorro, New Mexico, în cadrul proiectului LINEAR. Asteroidul prezintă o orbită caracterizată de o semiaxă mare de 2,23 ua, o excentricitate de 0,18 și o înclinație de 4,1° în raport cu ecliptica.